# Tadao Horie
Tadao Horie (堀江 忠男, Horie Tadao, 13 de setembro de 1913 - 29 de março de 2003) é um ex-futebolista japonês. ele foi convocado para a Seleção Japonesa de Futebol que participou dos Jogos Olímpicos de Verão de 1936.